# Limnephilus perpusillus
Limnephilus perpusillus là một loài Trichoptera trong họ Limnephilidae. Chúng phân bố ở miền Tân bắc.